# 李隨 (夔國公)
李隨（?—?），唐朝宗室，中山郡王李琳之子，許王李素節之孫。襲夔國公。子庫部員外郎俠。天寶中，任靈昌太守。
開元二十六年（西元738年），李邕撰「許王素節碑」，李隨行書。